# 대한민국 형사소송법 제200조의5
대한민국 형사소송법 제200조의5는 체포와 피의사실 등의 고지에 대한 형사소송법의 조문이다.

## 조문
제200조의5(체포와 피의사실 등의 고지) 검사 또는 사법경찰관은 피의자를 체포하는 경우에는 피의사실의 요지, 체포의 이유와 변호인을 선임할 수 있음을 말하고 변명할 기회를 주어야 한다.[본조신설 2007.6.1] [종전 제200조의5는 제200조의6으로 이동 <2007.6.1>]

## 참고 문헌
- 손동권 신이철, 새로운 형사소송법(초판, 2013), 세창, 2013. ISBN 9788984114081